# مونالانونگ هیل
مونالانونگ هیل (به لاتین: Monalanong Hill) یک کوه در بوتسوانا است که در بخش جنوبی (بوتسوانا) واقع شده‌است. مونالانونگ هیل ۱٬۴۹۴ متر بالاتر از سطح دریا واقع شده‌است.